# 利迪塞 (卡皮拉區)
利迪塞（西班牙語：Lídice），是巴拿馬的城鎮，位於該國中東部，由西巴拿馬省的卡皮拉區負責管轄，面積42.6平方公里，2010年人口5,307，人口密度每平方公里124.5人。
该城镇的名称来自捷克一个叫利迪策的村庄，以纪念发生在1942年的利迪策大屠杀。